# Muscle stylo-glosse
Le muscle stylo-glosse (Musculus styloglossus en latin) est un muscle pair extrinsèque de la langue

## Description
Le muscle stylo-glosse est un muscle strié viscéral long et mince.

## Origine
Le muscle stylo-glosse nait de la face antéro-latérale de l'apophyse styloïde de l'os temporal près de son extrémité et du ligament stylo-mandibulaire. Son tendon d'origine fait partie du bouquet de Riolan.

## Trajet
Le muscle stylo-glosse se dirige en avant, en bas et en dedans vers le dos de la langue où il se divise en deux faisceaux terminaux : un supérieur le plus volumineux, et un inférieur.

## Insertion
Le faisceau supérieur se dirige jusqu'à l'extrémité de la langue et mêle ses fibres avec celles du muscle longitudinal supérieur de la langue,
Le faisceau inférieur mêle ses fibres avec celles du muscle hyo-glosse.
Ils se fixent sur le septum lingual.

## Innervation
L'innervation est assurée par le nerf glosso-pharyngien; on cite également le nerf facial (rameau lingual pour ce muscle ainsi que pour le muscle palato-glosse).

## Action
Le muscle stylo-glosse attire la langue en haut et en arrière.

## Galerie

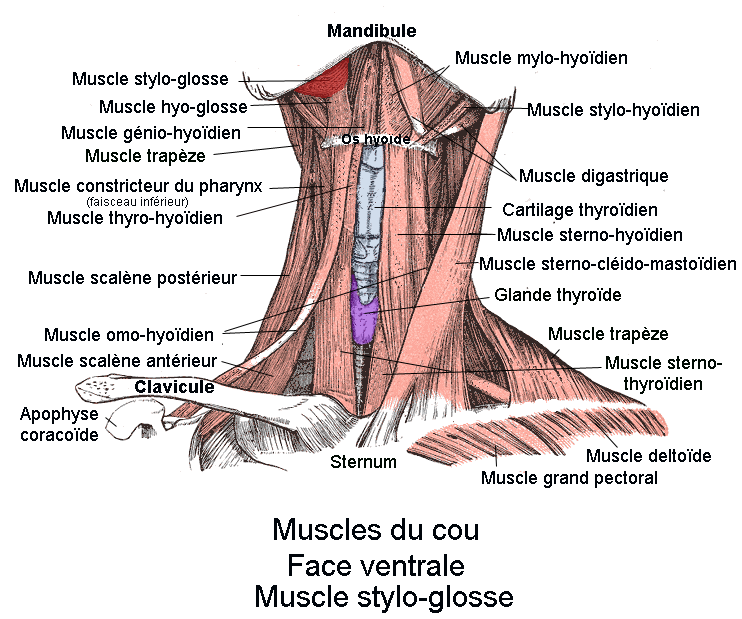
Le muscle stylo-glosse (en rouge).
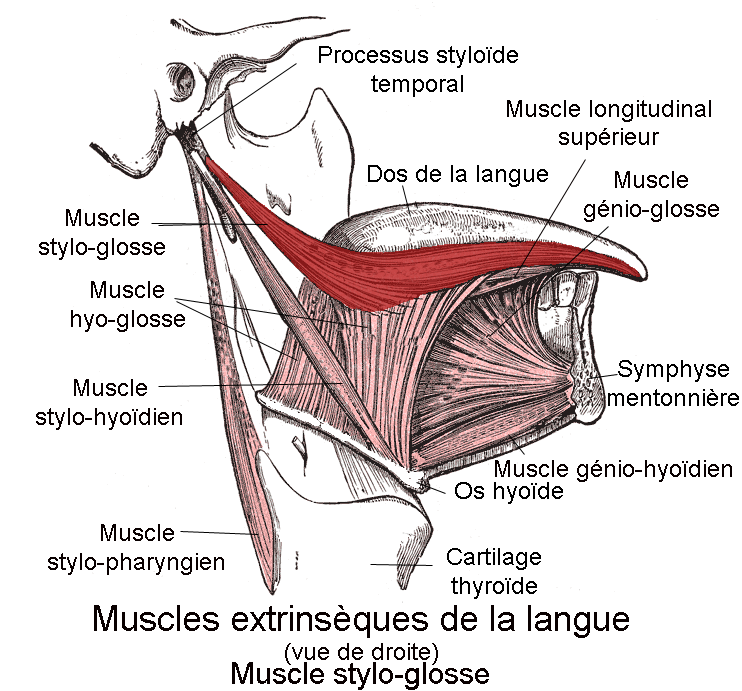
Le uscle stylo-glosse (en rouge).
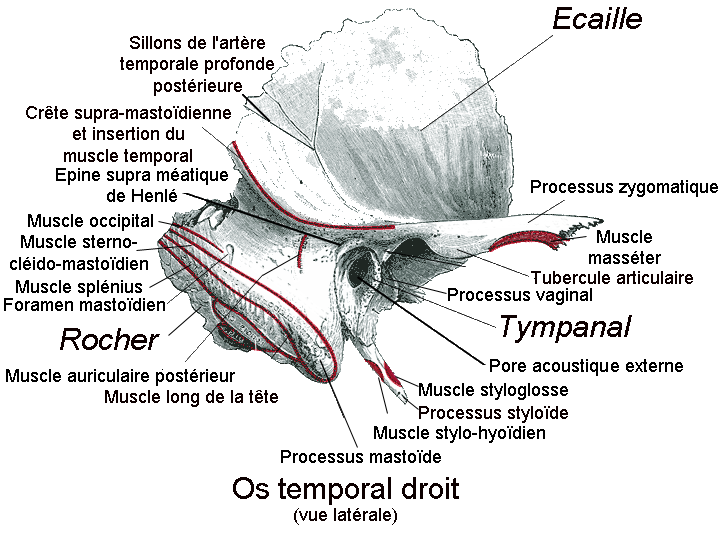
Temporal droit.Vue latérale
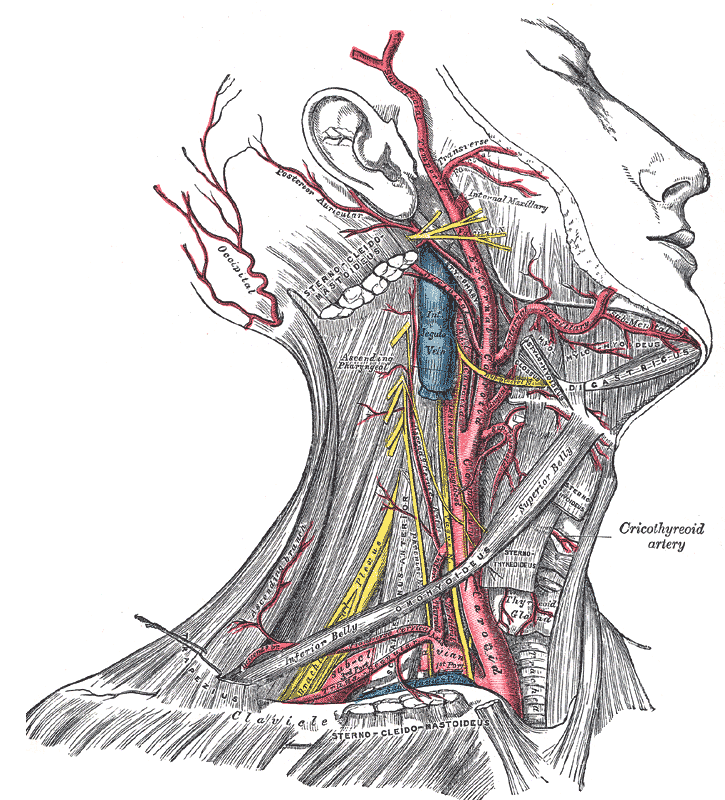
Artère carotide et sous-clavière.